# Extraction de la tourbe au Québec

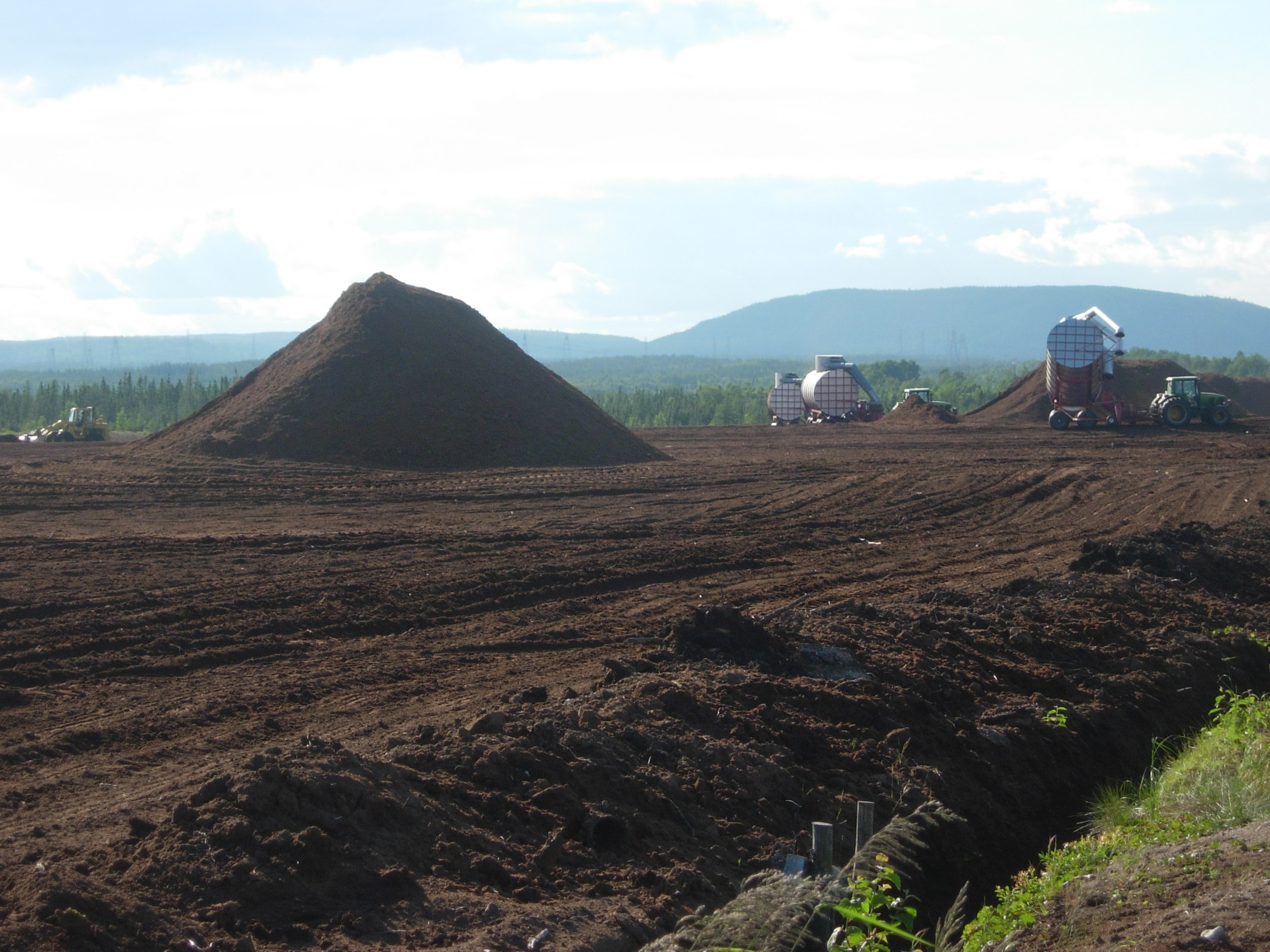
Site d'extraction en 2008

L’extraction de la tourbe au Québec est une activité économique qui repose sur l’exploitation de tourbières, des écosystèmes uniques formés par l’accumulation de matières organiques dans des conditions de faible oxygène. Principalement destinée à des usages horticoles, cette industrie s’inscrit dans le contexte plus large de l’utilisation durable des ressources naturelles, tout en soulevant des défis environnementaux liés à la conservation des écosystèmes et à la gestion des émissions de gaz à effet de serre.

## Historique
L'exploitation de la tourbe au Québec remonte à la fin du XIXe siècle, mais elle prend véritablement son essor dans les années 1920 avec la création des Tourbières Lambert en 1928, qui marquent le début de l’industrialisation du secteur dans la région du Kamouraska. Durant la Seconde Guerre mondiale, la demande pour la tourbe augmente de manière significative en raison de la fermeture des marchés européens, poussant les États-Unis à s’approvisionner au Canada.
L'industrie se modernise dans les années 1970 avec l'introduction de méthodes de récolte mécaniques, notamment l’aspiration, qui remplace progressivement la coupe manuelle. Cette période est marquée par une consolidation du secteur, à l’image de l’acquisition en 1978 de Premier Peat Moss par des hommes d’affaires québécois, ce qui conduit à la création des Tourbières Premier Ltée. Cette entreprise, devenue Premier Tech en 1999, est aujourd’hui un acteur majeur de l’industrie.
Le Québec compte environ 11 % des tourbières du Canada, principalement situées dans l’Est de la province, notamment au Bas-Saint-Laurent, sur la Côte-Nord et dans certaines régions du Centre-du-Québec. Ces tourbières se sont formées après la dernière glaciation, il y a environ 10 000 ans, et leur accumulation est très lente, à raison de 0,5 à 1 mm par an.

## Processus d'extraction
L’extraction de la tourbe  repose principalement sur l'utilisation d'aspirateurs, une méthode qui permet de récolter efficacement la tourbe de sphaigne présente sous la couche supérieure de la tourbière. Avant la récolte, la surface est débroussaillée et les fossés de drainage sont creusés pour réduire le taux d’humidité, une étape cruciale étant donné que la tourbe contient jusqu’à 95 % d’eau.
La récolte est cependant très dépendante des conditions climatiques, car la tourbe doit être séchée naturellement au soleil avant d’être aspirée. Cela rend la production sensible aux variations météorologiques, un défi accentué par les changements climatiques actuels.

## Enjeux environnementaux

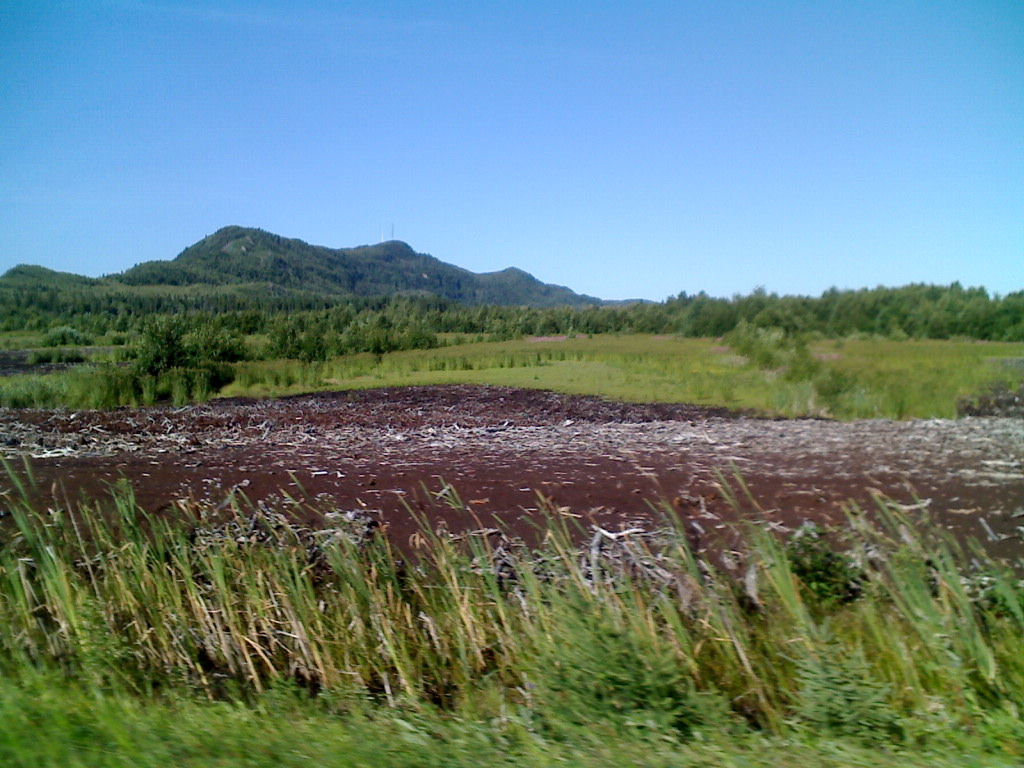
Tourbière aux Jardins de Métis, Grand-Métis

L’extraction de la tourbe soulève des préoccupations environnementales importantes. Lors du défrichage des tourbières, une partie du carbone emmagasiné depuis des siècles est libérée dans l’atmosphère, contribuant aux émissions de gaz à effet de serre. Les tourbières jouent un rôle essentiel dans la séquestration de carbone, étant considérées comme les écosystèmes terrestres les plus efficaces dans ce domaine après les océans.
Malgré ces impacts, l'industrie investit dans des technologies et des méthodes visant à réduire son empreinte carbone. Par exemple, Premier Tech a développé une technique utilisant des excavatrices équipées de lames pour minimiser les perturbations des couches inférieures des tourbières.
Après plusieurs décennies d’exploitation, les tourbières abandonnées peuvent être restaurées afin de réactiver leurs fonctions écologiques, notamment la séquestration de carbone et le maintien de la biodiversité. Ce processus est long, nécessitant entre 9 et 12 ans avant que la tourbière ne puisse de nouveau emmagasiner du carbone. L’industrie québécoise, à travers des initiatives menées par des organismes tels que l’Association des producteurs de tourbe horticole du Québec (APTHQ), a développé une expertise reconnue dans ce domaine.

## Importance économique
L’industrie de la tourbe au Québec contribue de manière significative à l’économie locale, avec une production d’environ 120 000 tonnes de tourbe de sphaigne pour des applications horticoles en 1979. Cette production a augmenté au fil des décennies, atteignant une valeur de 90 millions de dollars au début des années 2010. Près de 90 % de cette production est destinée à l’exportation, principalement vers les États-Unis et le Japon, répondant à une demande accrue pour des produits horticoles.
En 2024, l’industrie emploie directement et indirectement environ 1 790 personnes au Québec. Les efforts de modernisation et de diversification des applications de la tourbe, tels que son utilisation dans le traitement des eaux et la fabrication de produits horticoles spécialisés, contribuent à renforcer la durabilité économique de ce secteur.
Malgré ses contributions économiques, l'industrie de la tourbe doit relever des défis liés aux changements climatiques, à la réduction des émissions de gaz à effet de serre et à la préservation des écosystèmes. Des initiatives comme celles de Premier Tech, visant à limiter les perturbations écologiques tout en augmentant l’efficacité de la production, montrent que des solutions innovantes sont possibles.

### Documents officiels
- Marc Vallée, La tourbe au Québec : Rêves et réalités, Chicoutimi, SOQUEM, 1979 (lire en ligne)